# Чезаре д’Есте
Чезаре д’Есте (на италиански: Cesare d'Este; * 8 октомври 1552, Ферара, Херцогство Ферара; † 11 декември 1628, Модена, Херцогство Модена и Реджо) от рода Есте е херцог на Модена и Реджо (1597 – 1628).

## Произход
Той е първото дете на Алфонсо д’Есте (* 1527, † 1587), маркграф на Монтекио, и Джулия дела Ровере (* 1527, † 1563). Негови дядо и баба по бащина линия са Алфонсо I д’Есте от Ферара, Модена и Реджо, и метресата му Лаура Дианти, а по майчина –Франческо Мария I дела Ровере, херцог на Урбино, и Елеонора Гонзага. Баща му е извънбрачен син на херцог . Има един брат и една сестра:
- Алфонсино (* 1560, † 1578), граф на Ферентило, съпруг на братовчедка си Марфиза д’Есте;
- Елеонора (* 1561, † 1637), съпруга на Карло Джезуалдо ди Веноза, принц на Веноза, граф на Конца

Има и един полубрат и една полусестра от втория брак на баща си: Иполита, чрез брак последна херцогиня на Мирандола и на Конкордия и първа принцеса на Мирандола и маркиза на Конкордия (1596 – 1602), и Алесандро, кардинал.

## Биография
На 27 октомври 1597 г., след смъртта без наследници на херцог Алфонсо II д’Есте, Херцогство Ферара не може да бъде предадено на неговия братовчед Чезаре. Легитимността на херцогското наследство е призната от император Рудолф II само за Модена и Реджо, докато за Ферара, която е папски феод, е необходима инвеститурата на папа Климент VIII. Булата на папа Пий V Prohibitio alienandi et infeudandi civitates et loca Sanctae Romanae Ecclesiae, която е издадена още през 1567 г., представлява непреодолима пречка. Чезаре не получава тази инвеститура, тъй като принадлежи към клон на Дом Есте с незаконен произход и през 1598 г. подчинението на Ферара става официално, т.е. преминаването на бившата столица на Есте и всички територии, свързани с нея от семейство Есте към Светият престол.
Херцогът моли големите европейски сили за подкрепа, но получава само обещания или, в случая с френския крал  Анри IV, сензационен обрат от страх да не започне нова война в Италия. Чезаре също се опитва да преговаря с папата, но братовчедка му Лукреция д’Есте, враждебно настроена към цялото семейство, защото нейният любовник граф Ерколе Контрари е убит по заповед на брат ѝ Алфонсо, приема условията на папата, което създава конфликти в семейството и по този начин улеснява папския план. Поради това Чезаре е принуден да напусне Ферара и да се премести в Модена, където влиза на 30 януари 1598 г. Проблемите в Модена са други в началото. Херцогската резиденция в Модена не е на нивото на тази във Ферара, започват трудни отношения между благородниците на Ферара и тази на Модена, има опит за автономия от Марко Пио ди Савоя от Сасуоло и накрая войната срещу Лука за владение на Гарфаняна.
На 6 февруари 1586 г. се жени за флорентинка Вирджиния де Медичи, дъщеря на бившия велик херцог на Тоскана Козимо I де Медичи, която обаче след около десет години показва първите признаци на лудост, които я придружават до смъртта ѝ през 1615 г. Той е мек и религиозен човек, но не е надарен с голяма политическа интелигентност.
Умира на 66 г. през декември 1628 г. и е наследен от сина си Алфонсо III.

## Брак и потомство
∞ 6 февруари 1586 за Вирджиния де Медичи (* 28 май 1568; † 15 януари 1615), дъщеря на великия херцог на Тоскана Козимо I де Медичи, от която има девет деца:
- Джулия д’Есте (* 26 април 1588,[3] † 1645 );
- Лаура д’Есте (* 1 април 1590, Ферара, † 14 ноември 1630, Мирандола), ∞ за Алесандро Пико дела Мирандола, от когото има 8 дъщери;
- Алфонсо III д’Есте (* 22 октомври 1591, Ферара; † 24 май 1644, Кастелнуово ди Гарфаняна), херцог на Модена и Реджо (1628 – 1629), ∞ 22 февруари 1608 в Торино за принцеса Изабела Савойска (*  1591, †  1626), дъщеря на херцог Карл Емануил I Савойски и Каталина Австрийска, от която има 14 деца ;
- Луиджи I д’Есте (* 27 март 1594, Ферара; † 1 януари 1664, Модена), маркиз на Скандиано и Монтекио. има 1 извънбрачна дъщеря;
- Елеонора д'Есте (* 1595, Модена, † 19 септември 1661, пак там), като сестра Анджела Катерина игуменка на манастира „Санта Киара“ в Карпи;
- Иполито Джеминиано д’Есте (* 15 август 1599[4], †1647), йерусалимски рицар;
- Николо д'Есте (* 1601, † 1640), ∞ за Звева д'Авалос;
- Борсо д'Есте (* 14 май 1605, Модена, † 28 декември 1657, Кастел Сан Джовани), военен, ∞ за Иполита д'Есте, от която има 3 сина и 2 дъщери; родоначалник на кадетския клон на фамилията Есте от Скандиано;
- Форесто д’Есте (* 4 януари 1607,[5] † 1639).